# 神奈川県薬剤師会
公益社団法人神奈川県薬剤師会（こうえきしゃだんほうじんかながわけんやくざいしかい、英称: Kanagawa Pharmaceutical Association）は、神奈川県知事所管の神奈川県の薬剤師を会員とする公益法人。

## 本部所在地
〒235-0007 神奈川県横浜市磯子区西町14-11

## 委員会
- 総務委員会
- 広報出版委員会
- 会員委員会
- 生涯学習委員会
- 学術大会実行委員会
- 医療保険委員会
- 学薬委員会
- 公衆衛生委員
- リスクマネージメント委員会
- 介護保険委員会
- 会館運営委員会

## 特別委員会
- 一般用医薬品委員会
- 薬局・病院実務検討委員会
- 災害時薬剤師活動検討委員会
- 試験センター運営委員会
- 医薬品研究所運営委員会